# San Silvestro in Capite
San Silvestro in Capite är en katolsk basilika i Rom. Den är Storbritanniens nationskyrka i Rom. Den byggdes på 700-talet som en helgedom för reliker från helgonen och martyrerna från katakomberna. Den är helgad åt påven Silvester I och tilläggsnamnet ”in Capite” åsyftar en del av en skalle som uppges komma från Johannes Döparen och som vördas som relik i kyrkan.

## Historia
Påve Paulus I initierade byggandet av kyrkan den 2 juni 761, för att användas till de reliker från kristna helgon som begravts i katakomberna. Kyrkan byggdes på ett äldre tempel helgat åt Apollon. Kampanilen tillkom 1198 vid en ombyggnad under Innocentius III. På 1200-talet skänktes kyrkan till Sankta Klaras orden.
Arkitekterna Francesco da Volterra och Carlo Maderno företog ytterligare ombyggnader mellan 1591 och 1601. Påvarna Silvester I:s, Stefan I:s och Dionysius reliker flyttades till nya relikvarier när den nya kyrkan invigdes 1601. I kyrkan vördas även relikerna efter martyren Tarcisius. Fasaden kröns av fyra skulpturer föreställande Franciskus av Assisi, Silvester I, Stefan I och Klara av Assisi.
År 1890 uppläts kyrkan åt de engelska katolikerna av påven Leo XIII och den förvaltas nu av irländska pallottiner-präster.
Den skalle som vördas som Johannes Döparens är placerad i ett relikvarium i det första sidokapellet till vänster.

## Titelkyrka
San Silvestro in Capite är sedan år 1517 titelkyrka.
Kardinalpräster under 1900-talet
- Vincenzo Vannutelli (1891–1900); in commendam (1900–1916)
- Donato Raffaele Sbarretti Tazza (1916–1928)
- Luigi Lavitrano (1929–1950)
- Valerio Valeri (1953–1963)
- John Carmel Heenan (1965–1975)
- Basil Hume (1976–1999)
- Desmond Connell (2001–2017)
- Louis-Marie Ling Mangkhanekhoun (2017–)

## Bilder

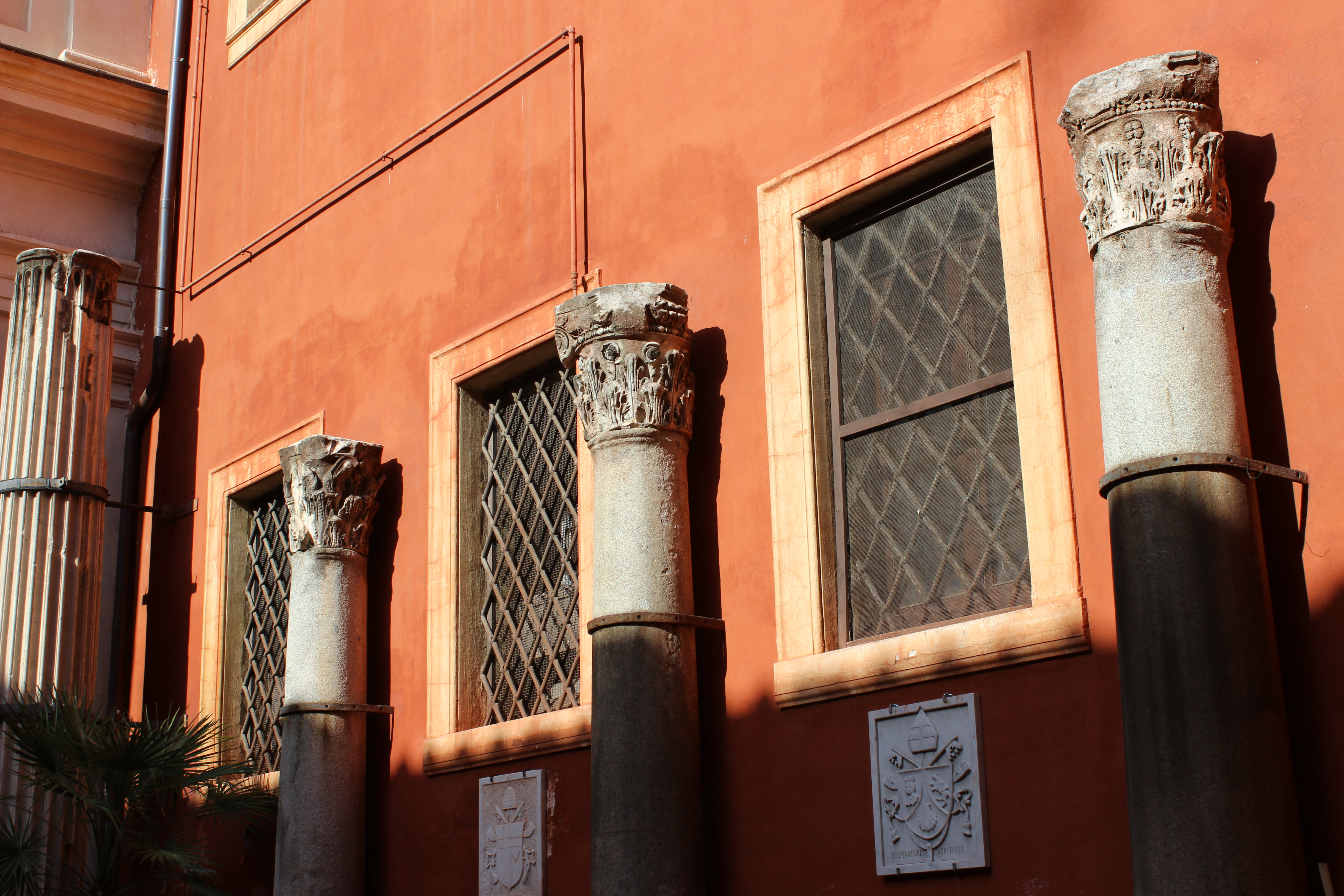
Antika kolonner i atriet.
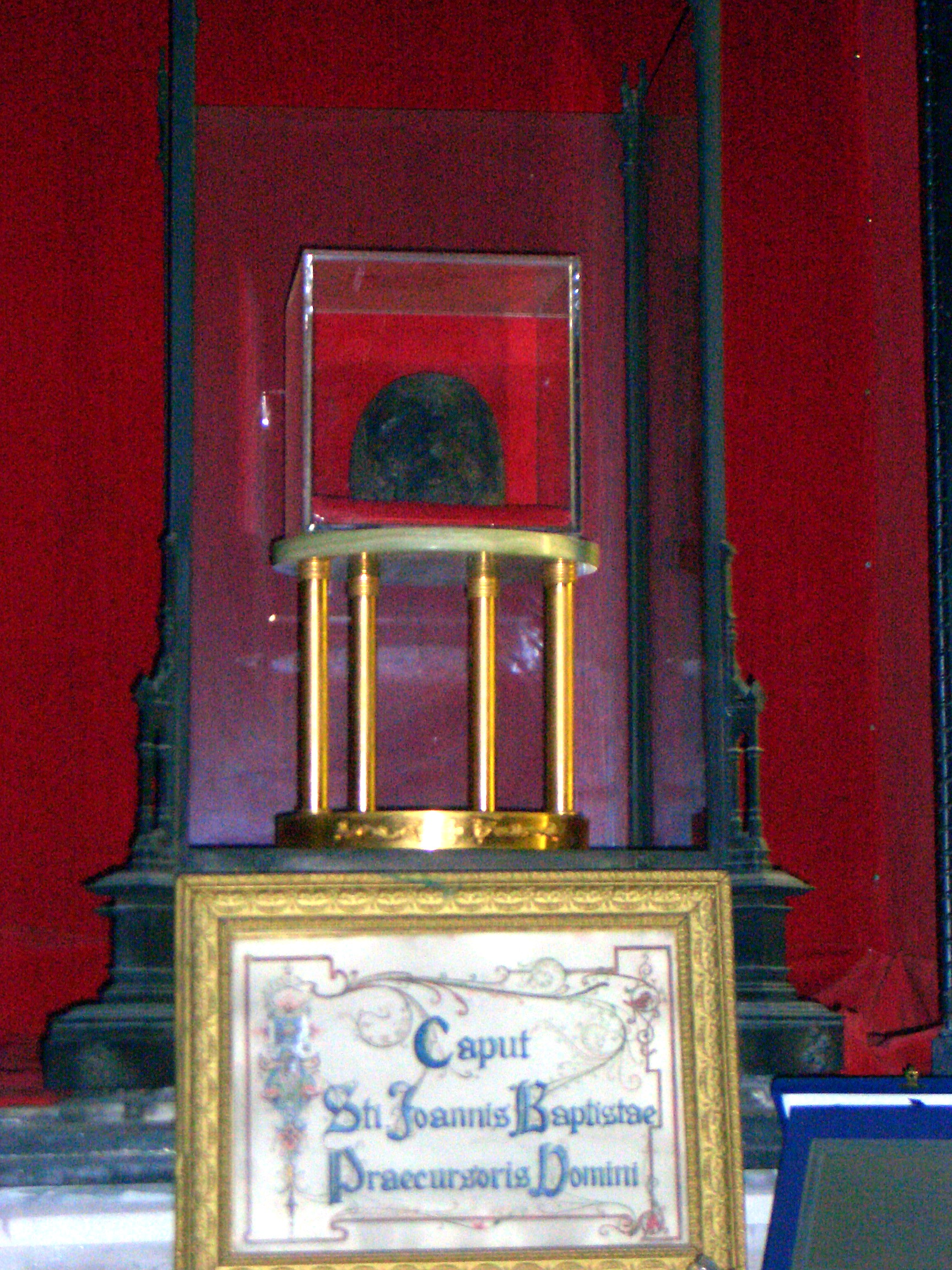
Skallen som vördas som Johannes Döparens.
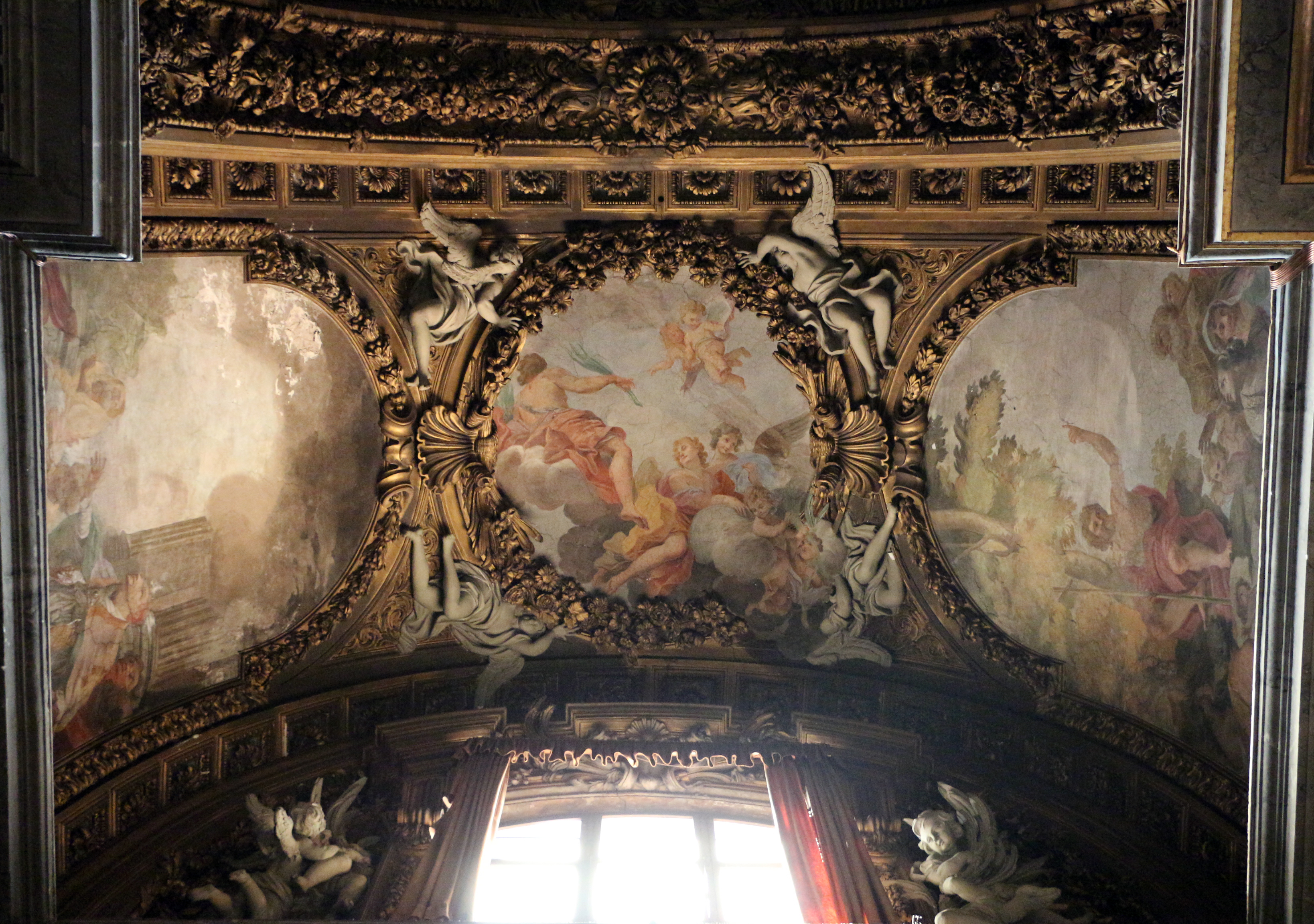
Påve Silvester I predikar mot avgudabilder, Änglarnas härlighet samt Johannes Döparen predikar. Fresker av Ludovico Gimignani i vänster tvärskepp.